# Завядание растений
Завядание растений — утрата растительными организмами напряжённости тканей (тургора). Возникает, когда в тканях имеется водный дисбаланс из-за того, что объём испаряемой через наружные органы воды (уровень транспирации) превышает объём воды, поступающей в ткани. Внешними признаками завядания являются потеря упругости и повисание недеревянистых частей растения — верхушек стеблей и листьев.

## Общие сведения
Завядание может происходить как при высоких температурах (при недостаточной засухоустойчивости растения), так и при низких (при недостаточной холодоустойчивости): во втором случае корни после охлаждения в значительной степени теряют способность впитывать воду, в то время как транспирация продолжается даже при относительно низких температурах. Вскоре после завядания в растении начинают происходить изменения физиологических процессов: останавливается рост, затем нарушается процесс фотосинтеза (и, как следствие, изменяется окраска листьев из-за разрушения хлорофилла) и снижается энергетическая эффективность дыхания, в тканях начинается процесс распада высокомолекулярных соединений — крахмала и белков, — в результате чего клетки начинают гибнуть. Через некоторое время гибнет и всё растение.
Уровень водного дисбаланса, при котором может начаться завядание, различен: некоторые тенелюбивые растения увядают при потере всего 2—3 % воды, другие растения (например, картофель, подсолнечник) начинают увядать при потере в листьях более 30 % воды.
Различают временное завядание растений, связанное с непродолжительным по времени водным дисбалансом (временным водным дефицитом), — и длительное завядание растений. Временное завядание нередко наблюдается у растений во время жаркого дня, но к вечеру, когда температура падает и транспирация ослабевает, водный баланс достаточно быстро восстанавливается — и вместе с ним восстанавливается тургор. Длительное завядание связано с так называемым остаточным водным дефицитом: оно наступает в том случае, если растению не удаётся восстановить водный баланс даже в течение ночи (например, из-за слишком малого количества воды в почве).

## Профилактика завядания
Наиболее эффективным способом предотвратить завядание посевов культурных растений является орошение. Кроме того, для более экономного расходования воды растения важно, чтобы они были в достаточной степени обеспечены минеральным питанием. Рекомендуется использовать засухоустойчивые сорта, а перед посевом проводить закаливание семян и рассады.
Известен метод закаливания, предложенный П. А. Генкелем, который заключается в замачивании семян до их набухания и наклёвывания и дальнейшего достаточно длительного подсушивания; у таких растений происходит перестройка обмена веществ, в результате происходит увеличение их жаровыносливости и засухоустойчивости. Другие методы закаливания связаны с обработкой семян различными веществами — аденином, картолином, кинетином, сульфатом цинка, а также различными ретардантами (например, хлорхолинхлоридом). Ретарданты используются также и для обработки посевов (особенно зерновых культур).